# Hande Yener
Hande Yener (Istambul, 12 de janeiro de 1973) é uma cantora pop turca. Através da última década, ela inovou o pop turco introduzindo diferentes estilos no cenário da música pop turca. Cada um dos seus álbuns foi marcado pelos diferentes estilos, gêneros e ritmos que ela procura incorporar em sua música. Além das experimentações que ela dá a sua música, seu visual também está em constante mudança, combinando com o seu estilo de música. Hande Yener foi indicada a Melhor Apresentação Turca no MTV Europe Music Awards 2008.

## Carreira
Em 1992, Hande Yener encontrou Hülya Avsar, que estava comprando roupas na loja onde ela trabalhava. Hülya Avsar marcaria um encontro entre ela e Sezen Aksu, que a convidou para uma audição num convite para trabalhar com ela em seu próximo álbum. Hande foi contratada e rapidamente tornou se assistente e vocalista do álbum de Sezen Aksu "Deli Kizin Türküsü" (Sons Populares de uma Louca). Este álbum foi o pontapé inicial de Hande para a indústria fonográfica, pois trabalhar com Aksu não permitiu apenas ganhar experiência como artista, mas também dar contribuições produzindo algumas das mais famosas faixas de Sezen durante a década de 90.
Início da Carreira: Senden Ibaret e Extra
Hande Yener trabalhou como vocalísta de Sezen Aksu por dois anos. Logo após disso Hande trabalhou para não só ser reconhecida por produzir bem mas também para ter reconhecimento, por ter trabalhado com Sezen isto deu atenção e reconhecimento, tanto que não teve empecilhos para gravar o seu álbum em 1999 chamado "Senden Ibaret" (Tudo sobre Ti).
A primeira faixa a ser lançada do álbum foi "Yalanin Batsin". Era uma faixa dançante que lhe deu notoriedade instantânea. Catapultou ao topo das paradas turcas, permitindo que ela se tornasse um club hit. O segundo single que se seguiu deste álbum, "Yoksa Mani" (Se não houver obstáculo) também atraiu bastante atenção, como característica de uma faixa pop acompanhada de elementos orientais.
O sucesso por trás de "Senden Ibaret"  foi tamanho que permitiu um single a mais em 2001 chamado "Extra". Este CD single caracterizou-se por diversos remixes dos diferentes sons que apareciam em seu primeiro álbum, adicionado a novas faixas. Com isso a popularidade de Hande começou a ser notada.
Consagração com Sen Yoluna... Ben Yoluma...
Logo após em 2001, o segundo álbum de Hande Yener "Sen Yoluna...Ben Yoluma" (Siga seu rumo... Eu sigo o meu) a consolidou como uma das maiores artistas pop da Turquia. O álbum incorporou a música tradicional popular turca com o pop moderno, dando muito das características que o pop turco possui hoje. Com a faixa que dá nome ao álbum e "Küs"; a popularidade de Hande parecia não ter fim. Seu sucesso pode ser testemunhado não somente por shows e apresenatções sempre lotados, não só na Turquia.

## Discografia
- Senden İbaret (2000)
- Extra (2001)
- Sen Yoluna... Ben Yoluma... (2002)
- Aşk Kadın Ruhundan Anlamıyor (2004)
- Apayrı (2006)
- Hande Maxi (2006)
- Nasıl Delirdim? (2007)
- Hipnoz (2008)
- Hayrola? (2009)
- Hande'ye Neler Oluyor? (2010)
- Hande'yle Yaz Bitmez-Uzaylı (2010)
- Teşekkürler (2011)